# Индустриальный фонтан (Дюссельдорф)
Индустриальный фонтан (нем. Industriebrunnen) — один из фонтанов в центре Дюссельдорфа (Германия). Охраняется законом.

## История

### 1908–1925
В 1908 году базирующееся в Дюссельдорфе Центральное торговое объединение Рейнланда, Вестфалии и соседних округов объявило конкурс на фонтан перед Дюссельдорфским Дворцом искусств. Как «символ черной металлургии и горнодобывающей промышленности», он был призван увековечить память о промышленной и торговой выставке, состоявшейся в 1902 году на территории на берегах Рейна (тогда парк кайзера Вильгельма, ныне Рейнский парк). Однако жюри, в состав которого входили такие известные члены, как художник Фриц Рёбер, художник Георг Эдер, архитектор Вильгельм Крайс и директор садового хозяйства Дюссельдорфа Вальтер фон Энгельхардт, не смогло присудить первую премию среди 44 представленных проектов и, следовательно, не смогло рекомендовать ни один из них к реализации. 
Первоначально планировалось предоставить авторам вошедших в шорт-лист проектов возможность доработать их на втором этапе конкурса (более узкий конкурс)[].
Фонтан был окончательно создан в своем первоначальном виде между 1911 и 1913 годами. В то время как дюссельдорфский архитектор Готтхольд Нестлер (Gotthold Nestler) спроектировал сам фонтан, скульптор Фридрих Кубилье (Friedrich Coubillier) создал три бронзовые фигуры: «Кузнец Вулкан», «Шахтёр» и «Плавильщик». Шахтёры и сталевары изображены в набедренных повязках. Бронзовая отливка фигур производилась в литейном цехе Лауххаммера.[]
По случаю открытия Большой художественной выставки в 1913 году перед уже ушедшим в историю Дворцом искусств был открыт Индустриальный фонтан. В 1925 году фонтан был демонтирован в связи с масштабным новым строительством в Эренхофе.

### С 1939 года
В 1939 году три скульптуры были размещены на новом месте на площади Фюрстенплац во Фридрихштадте. В 1942 году фигуры планировалось переплавить в качестве металлического пожертвования от немецкого народа на цели вооружения, и они были вывезены. Однако они остались нетронутыми и в целом фонтан был восстановлен в 1950 году.
В 2005 году литейная мастерская Шмеке (Schmäke) в Дюссельдорфе заменила ржавые железные анкеры элементами из нержавеющей стали.

Фонтан в 1913-1916 годах на набережной Рейна
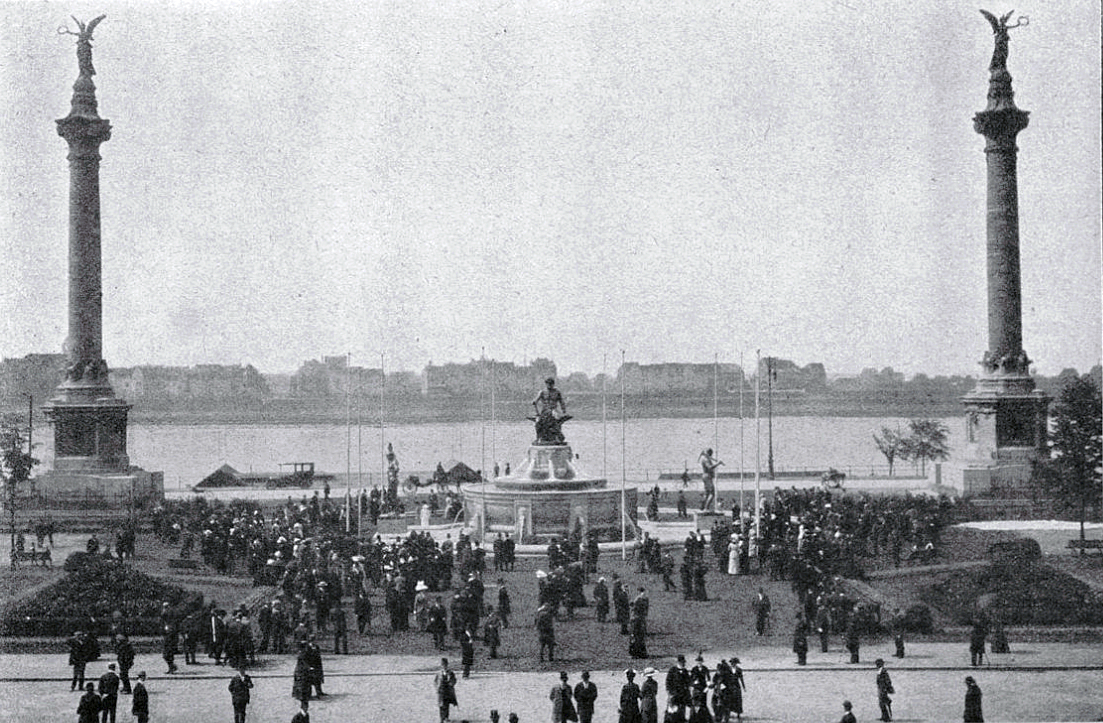
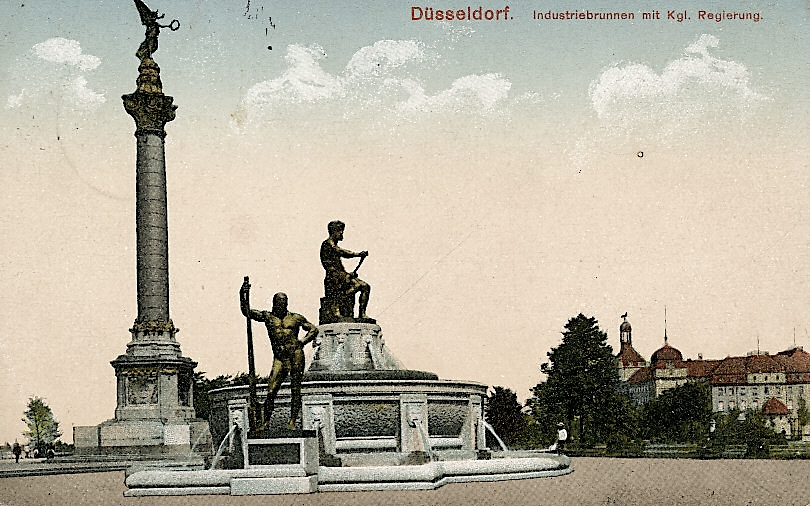
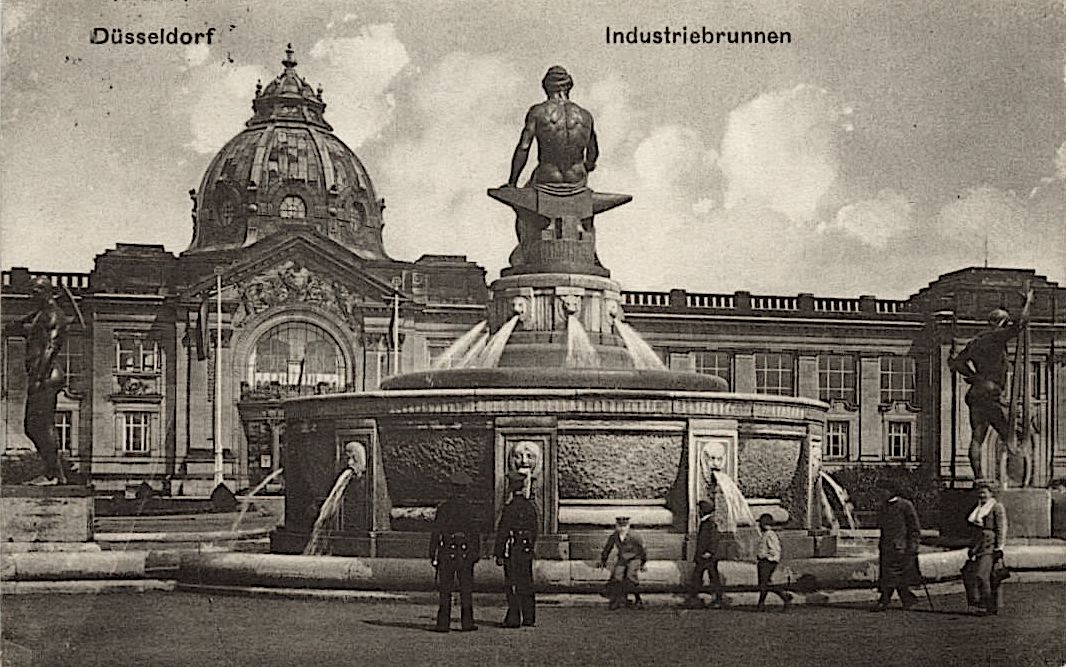